# Albert Goldenstedt
Albert Goldenstedt (* 10. Januar 1912 in Varrel; † 11. August 1994 in Delmenhorst) war ein deutscher Bauingenieur, der Widerstand gegen den Nationalsozialismus leistete. Er wird vom United States Holocaust Memorial Museum als "Holocaust Survivor and Victim" geführt.

## Leben

### Frühe Jahre
Goldenstedt wurde in eine kinderreiche Arbeiterfamilie hineingeboren, die protestantischen Glaubens war. Mit der Hilfe eines Stipendiums des Hackfeld’schen Marienschulfonds in Ganderkesee konnte er ein Studium an der Höheren Technischen Lehranstalt in Oldenburg aufnehmen.

### Widerstand gegen den Nationalsozialismus
Von 1933 bis 1945 arbeitete Albert Goldenstedt im Widerstand. Von Anfang an arbeitete er mit Widerstandskämpfern unterschiedlicher konfessioneller und weltanschaulicher Prägung zusammen. Aufgrund einer marxistischen Rede, die er vor seinen Kommilitonen gehalten hatte, und seiner kommunistischen Agitationen wurde er im laufenden Examen verhaftet und für drei Monate in Oldenburg in „Schutzhaft“ genommen, zudem von allen deutschen Fachhochschulen ausgeschlossen. Trotz einer fortwährenden Überwachung durch die Gestapo setzte Goldenstedt seine Widerstandsarbeit fort. In Delmenhorst hatte er Kontakte mit Wilhelm Schroers, Wilhelm Badenhop und August Broda sowie zu den Sozialdemokraten Leopold Klappstein und August Theis. Über Adolf Giehoff (KPD) wurde er mit Bernhard Gellhaus, Franz Kardatz, Karl Lamken, Heinrich Bleckwehl und dem Landtags- und Stadtratsabgeordneten Heinrich Wagner bekannt. Von diesem Zeitpunkt an sammelte er in Absprache mit Wagner Beiträge für die Rote Hilfe. Anschließend versuchte er, in Delmenhorst, Leer, Emden und Goldenstedt Verbindungen zur Bezirksleitung der KPD in Bremen herzustellen. Es kam zweimal zu Kontaktaufnahmen mit dem kommunistischen Reichstagsabgeordneten Conrad Blenkle, zudem mit Georg Buckendahl, Klaus Bücking, Walter Platte, Willy Winkler, Karl Klein, Valeska Lamken u. a. Außerdem unternahm er Fahrten nach Frankreich und in die Schweiz und wurde dort von deutschen Emigranten und von dem Züricher Kaufmann Hans Hug beherbergt. Von diesen Fahrten brachte er illegale Schriften wie Die Rote Fahne und das Braunbuch mit.
Um einer drohenden Verhaftung zu entgehen, ging Goldenstedt Ende 1936 nach Amsterdam, wo er nach einem konspirativen Treffen mit Kommunisten vom 4. Januar bis zum 23. April 1937 als „illegaler Emigrant“ inhaftiert und dann nach Belgien abgeschoben wurde. Dort arbeitete er weiterhin in Flénu und im Umkreis von Brüssel als Kurier für die Rote Hilfe und die KPD. Im Brüsseler Stadtteil Laeken wurde ihm von der Roten Hilfe die Betreuung und Versorgung der dort lebenden Emigranten übertragen. In dieser Zeit unternahm er zwei Reisen nach Bremen, um antifaschistisches Propagandamaterial zu verteilen.
1938 wurde ihm die deutsche Staatsbürgerschaft entzogen. Der Reichsführer der SS und Chef der deutschen Polizei im Reichsministerium des Innern schrieb am 27. April 1938: „Die Entscheidung darüber, inwieweit der Verlust der deutschen Staatsangehörigkeit noch auf weitere Familienangehörige zu erstrecken ist, bleibt vorbehalten.“
Mit der Unterstützung der Roten Hilfe erhielt Goldenstedt eine Anstellung als Architekt am Staudamm von Eupen. Das Arbeitsministerium in Brüssel erteilte im Januar 1939 die Arbeitserlaubnis. Er war zu diesem Zeitpunkt als Einwohner in Eupen registriert. Angesichts der drohenden Kriegsgefahr wies ihn der belgische Staat 1940 in die Niederlande aus. Goldenstedt verbrachte zwei Monate in einem Lager auf der Insel Vlieland.
Nach der Okkupation der Niederlande wurde Goldenstedt von der Gestapo verhaftet und ins Deutsche Reich abgeschoben. Das Hanseatische Oberlandesgericht in Bremen verurteilte ihn am 9. Mai 1941 wegen „fortgesetzter Vorbereitung eines hochverräterischen Unternehmens“ zu einer Zuchthausstrafe von sechs Jahren. Ein Jahr Untersuchungshaft wurde angerechnet. Die bürgerlichen Ehrenrechte wurden ihm auf die Dauer von sechs Jahren aberkannt. Er war in der Justizvollzugsanstalt Bremen-Oslebshausen inhaftiert. In der Zeit des Nationalsozialismus war er insgesamt über vier Jahre in Gefängnissen oder Zuchthäusern in Haft.
1943 wurde er als Soldat in die berüchtigte Strafdivision 999 einberufen (Festungs-Infanterie-Bataillon XIII/999, 4. Kompanie). Sein Einsatz war auf den griechischen Inseln Samos und Leros, wo er seinen Widerstand fortsetzte. Nach zwei Jahren Dienst in der Strafdivision 999 geriet er in Kriegsgefangenschaft. Er war in den ägyptischen Camps 383, 381 (El Dabaa) und 379 (Quassassin) inhaftiert.

### Nachkriegszeit
Nach der Befreiung 1945 war Goldenstedt noch anderthalb Jahre in britischer Kriegsgefangenschaft, zuletzt in Wilton Park. Am 2. Oktober 1946 wurde er von einer britischen Entlassungsstelle in Minden (Westfalen) demobilisiert.
Nach seiner Rückkehr nach Delmenhorst holte er seine Examina als Hoch- und Tiefbauingenieur an der Staatsbauschule Oldenburg nach und legte seine Prüfung als Baumeister vor der Handwerkskammer ab. 1948 gründete er eine Baufirma in der Düsternortstraße in Delmenhorst und wurde ein Bauunternehmer mit „sozialem Gewissen“: Er kaufte den Landwirten Wiesen und Felder ab, die er in den Bebauungsplan brachte. Als Erschließungsträger verkaufte er die Grundstücke zum Selbstkostenpreis an die Bauherren. So wurden viele Straßen in Delmenhorst mit „Goldenstedt-Häusern“ bebaut: Adalbert-Stifter-, Amalien-, Chemnitzer-, Elisen-, Hedwig-, Heinrich-Heine-, Hölderlin-, Hohensteiner-, Jasmin-, Schlehen- und Urselstraße und der Welsehof. In Bremen entstand die Delmestraße, in Ganderkesee gab es Einzelbebauungen in der Herderstraße, am Bogen- und Schlattenweg.
Im politischen Bereich engagierte Albert Goldenstedt sich in der VVN Niedersachsen und war von 1975 bis 1981 ihr Vorsitzender. Intensive politische Kontakte bestanden weiterhin mit Delmenhorster und Bremer Antifaschisten, unter anderem mit Wilhelm Meyer-Buer und Georg Gumpert.
Die Benennung von Straßen nach Delmenhorster Widerstandskämpfern oder -kämpferinnen wird immer wieder gefordert.